# ر. جاي كيو. آدامز
ر. جاي كيو. آدامز (بالإنجليزية: R.J.Q. Adams)‏ هو مؤرخ وكاتب وأستاذ جامعي أمريكي، ولد في 22 سبتمبر 1943 في هاموند في الولايات المتحدة.